# Rio Grivele (Şuşiţa)
O Rio Grivele (Şuşiţa) é um rio da Romênia, afluente do Straja, localizado no distrito de Gorj.